# Trachyleberis dunelmensis
Trachyleberis dunelmensis is een mosselkreeftjessoort uit de familie van de Trachyleberididae. De wetenschappelijke naam van de soort is voor het eerst geldig gepubliceerd in 1865 door Norman.